# Северный Таиланд

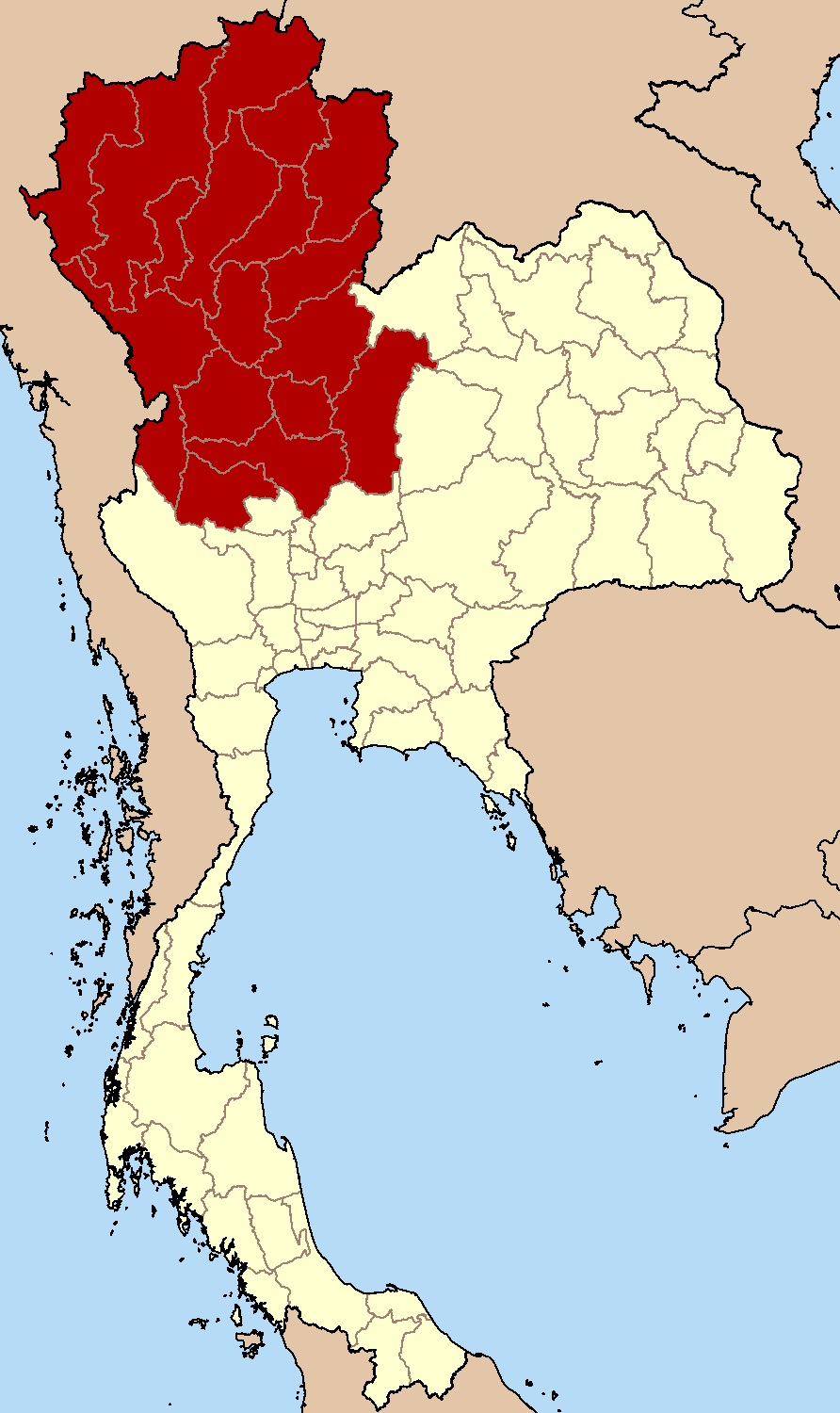
Карта Северного Таиланда

Северный Таиланд (тайск.ภาคเหนือ) — регион на севере Таиланда, граничит с Мьянмой и Лаосом.

## География
Природа Северного Таиланда представлена в основном лесистыми горами и плодородными речными долинами. Средняя высота над уровнем моря составляет 1500 м, самая высокая точка — гора Дойинтанон (2565 м). В прежние времена, склоны гор были покрыты густыми лесами. Северный Таиланд — это регион тика, где до сих пор в лесу работают слоны.
Главные реки: Йом, Пинг, Ванг и Нан.

## Климат
С декабря по февраль, температура днем колеблется от 20 °C до 28 °C, а ночью в горах может опускаться до 0 °C. По утрам в провинции Чиангмай в это время года бывает около 10 °C тепла, в остальных провинциях свыше 20 °C.
Жаркий сезон длится с апреля по май, когда воздух прогревается выше 30 °C. В этот период возможны сильные кратковременные грозы с проливными дождями, которые ещё называются манговыми дождями, потому что приходятся на время созревания манго. Манговые дожди на севере начинаются раньше (иногда даже в феврале), на юге — позже.
С июня по октябрь, начинается сезон дождей. В этот период температура держится на уровне 23 — 33 °C.

## История
Северный Таиланд является составной частью легендарного Золотого Треугольника — колыбели тайской цивилизации.
Первой цивилизацией, которая оказала влияние на Север Таиланда, стала Харипунджая, монское государство, которое было основано в Лампхуне в конце VIII — начале IX в. Поддерживая крепкие связи с монскими королевствами на юге, оно веками оставалось культурным и религиозным центром Севера. Тайцы пришли сюда уже после монов, мигрировав из Китая в VII—XI вв., и основали маленькие княжества в северных районах.
В 1238 г. образовалось первое, действительно независимое тайское королевство Сукхотай. В его времена был создан тайский алфавит и откуда берёт начало традиционное тайское искусство. Большая часть территории Северного Таиланда — некогда бывшая независимым государством.
Главным среди тайских переселенцев был король Менграй, который вскоре после основания государства Сукотай, начал организовывать такое же объединенное государство на Севере.
В 1292 г. Менграй основал на юго-западе город Чианграй и перенес туда столицу. Расширяя территорию княжества, Менграй в 1296 г. закладывает город Чиангмай («новый город»), который стал столицей государства Ланнатхай («Страна миллиона рисовых полей тайцев»). Менграй, связанный родственными узами со всеми правителями соседних тайских княжеств и единственный из тайских князей, происходящий по прямой линии от правителей старого Чиангсена, добился признания себя как верховного правителя всех таи в регионе, объединил, помирил между собой или завоевал окрестные тайские княжества и был коронован как первый король государства Ланнатхай. Это государство, иногда называемое королевством Чиангмай.
Умирая, Менграй учредил новую династию, которой суждено было увидеть двухвековой период несравненного расцвета и культуры и искусства.
После экспансионистского правления Тилока (1441—1487) чередой пошли слабые, мелочные короли, в то время как Аюттхая продолжала своё враждебное продвижение на Север. Но окончательно прекратили существование династии Менграй бирманцы, которые захватили Чиангмай в 1558 г. и при помощи марионеточных правителей контролировали территорию Ланны на протяжении следующих двух веков. В 1767 г. бирманцы уничтожили тайскую столицу Аюттхаю, но тайцы вскоре собрались под началом короля Таксина, который с помощью короля Ламнанга Кавилы постепенно вытеснил бирманцев на Север. В 1774 г. Кавила отвоевал Чиангмай, к тому времени превращенный в руины, и принялся за его восстановление. Город должен был исполнять роль новой столицы.
После Кавилы Севером правили неумелые князья вплоть до второй половины XIX в., когда появились колонисты. Британия прибрала к рукам Верхнюю Бирму, а бангкокский Рама V начал проявлять интерес к северным территориям, где со времен подписания неравноправного договора в 1855 г. у британцев был прибыльный бизнес по заготовке и транспортировке леса. Король хотел избежать присоединения. Он насильно переселил на Север некоторое количество этнических тайцев с тем, чтобы противостоять британским требованиям о суверенитете территории, занятой Тхайяй (Шан), где было много жителей из Верхней Бирмы.
В 1877 г. Рама V назначил специальных уполномоченных представителей Чиангмая, Лампхуна и Ламнанга, чтобы лучше объединить этот регион и центр. Эти связи были усилены в 1921 г., когда в Бангкок проложили железную дорогу.
С тех пор Север, основываясь на своем сельскохозяйственном изобилии, стал по-настоящему процветающим регионом. Здесь, как и во всем Таиланде, последние десятилетия происходили экономические бумы, что немало способствовало росту туризма. 80 % населения Севера живут в сельской местности и занимаются натуральным хозяйством, все с большим трудом зарабатывая на жизнь. Это связано с резким ростом численности населения и со спекуляцией земли на нужды туризма и агропромышленности.

## Административное деление
В Северный Таиланд входит 17 провинций.
| №  | Герб | Название провинции       | Адм. центр   | ISO   | Население, чел. (2010) | Площадь, км² | Плотность, чел./км² | Изображение |
| -- | ---- | ------------------------ | ------------ | ----- | ---------------------- | ------------ | ------------------- | ----------- |
| 1  |      | Чиангмай (ชียงใหม่)        | Чиангмай     | TH-50 | 1 708 564              | 20 107,0     | 84,97               |             |
| 2  |      | Лампхун (ลำพูน)           | Лампхун      | TH-51 | 406 178                | 4 508,9      | 90,08               |             |
| 3  |      | Лампанг (ลำปาง)          | Лампанг      | TH-52 | 731 710                | 12 534,0     | 58,38               |             |
| 4  |      | Уттарадит (อุตรดิตถ์)       | Уттарадит    | TH-53 | 427 917                | 7 838,6      | 54,59               |             |
| 5  |      | Пхрэ (แพร่)               | Пхрэ         | TH-54 | 417 689                | 6 538,6      | 63,88               |             |
| 6  |      | Нан (น่าน)                | Нан          | TH-55 | 443 484                | 11 472,1     | 38,66               |             |
| 7  |      | Пхаяу (พะเยา)            | Пхаяу        | TH-56 | 407 822                | 6 335,1      | 64,38               |             |
| 8  |      | Чианграй (เชียงราย)       | Чианграй     | TH-57 | 1 157 302              | 11 678,4     | 99,10               |             |
| 9  |      | Мэхонгсон (แม่ฮ่องสอน)     | Мэхонгсон    | TH-58 | 193 005                | 12 681,3     | 15,22               |             |
| 10 |      | Накхонсаван (นครสวรรค์)   | Накхонсаван  | TH-60 | 975 632                | 9 597,7      | 101,65              |             |
| 11 |      | Утхайтхани (อุทัยธานี)      | Утхайтхани   | TH-61 | 290 204                | 6 730,2      | 43,12               |             |
| 12 |      | Кампхэнгпхет (กำแพงเพชร) | Кампхэнгпхет | TH-62 | 783 379                | 8 607,5      | 91,01               |             |
| 13 |      | Так (ตาก)                | Так          | TH-63 | 514 259                | 16 406,6     | 31,34               |             |
| 14 |      | Сукхотхай (สุโขทัย)        | Сукхотхай    | TH-64 | 617 157                | 6 596,1      | 93,57               |             |
| 15 |      | Пхитсанулок (พิษณุโลก)     | Пхитсанулок  | TH-65 | 896 095                | 10 815,8     | 82,85               |             |
| 16 |      | Пхичит (พิจิตร)            | Пхичит       | TH-66 | 530 754                | 4 531,0      | 117,14              |             |
| 17 |      | Пхетчабун (เพชรบูรณ์)      | Пхетчабун    | TH-67 | 931 337                | 12 668,4     | 73,52               |             |
|    |      | Всего                    |              |       | 11 432 488             | 169 648      | 67,39               |             |